# Tour de Luxemburgo 2022
La 82.ª edición del Tour de Luxemburgo fue una carrera de ciclismo en ruta por etapas que se celebró entre el 13 y el 17 de septiembre de 2022 con inicio y final en la ciudad de Luxemburgo en Luxemburgo. El recorrido constó de un total de 5 etapas sobre una distancia total de 720,1 km.
La carrera hizo parte del circuito UCI ProSeries 2022, dentro de la categoría 2.Pro, y fue ganada por el danés Mattias Skjelmose Jensen del Trek-Segafredo. Completaron el podio, como segundo y tercer clasificado respectivamente, los franceses Kévin Vauquelin del Arkéa Samsic y Valentin Madouas del Groupama-FDJ.

## Equipos participantes
Tomaron parte en la carrera 19 equipos, de los cuales 6 fueron de categoría UCI WorldTeam, 9 de categoría UCI ProTeam y 4 de categoría Continental, quienes conformaron un pelotón de 113 ciclistas de los cuales finalizaron 101. Los equipos participantes fueron:
| WorldTeams (6)- Quick-Step Alpha Vinyl - AG2R Citroën Team - Cofidis - Groupama-FDJ - Trek-Segafredo - UAE Team Emirates ProTeams (9)- Alpecin-Deceuninck - B&B Hotels-KTM - Bingoal Pauwels Sauces WB - Burgos-BH - Caja Rural-Seguros RGA - Euskaltel-Euskadi - Sport Vlaanderen-Baloise - Arkéa-Samsic - Uno-X Pro Cycling Team Equipos continentales (4)- Bolton Equities Black Spoke Pro Cycling - Leopard Pro Cycling - Riwal - Geofco Doltcini Matériel-vélo.com |
| |

## Etapas
| Etapa     | Fecha     | Recorrido                 | type                    | Distancia (km) | Desnivel (m) | Ganador           | Líder             |
| --------- | --------- | ------------------------- | ----------------------- | -------------- | ------------ | ----------------- | ----------------- |
| 1.ª etapa | 13 de sep | Luxemburgo – Luxemburgo   | etapa escarpada         | 163,8          | 2554 m       | Valentin Madouas  | Valentin Madouas  |
| 2.ª etapa | 14 de sep | Junglinster – Junglinster | etapa escarpada         | 163,4          | 2060 m       | Matteo Trentin    | Valentin Madouas  |
| 3.ª etapa | 15 de sep | Rouspert – Diekirch       | etapa escarpada         | 188,4          | 2940 m       | Aaron Gate        | Valentin Madouas  |
| 4.ª etapa | 16 de sep | Remich – Remich           | contrarreloj individual | 26,1           | 303 m        | Mattias Skjelmose | Mattias Skjelmose |
| 5.ª etapa | 17 de sep | Mersch – Luxemburgo       | etapa escarpada         | 178,4          | 3186 m       | Valentin Madouas  | Mattias Skjelmose |

## Desarrollo de la carrera

### 1.ª etapa
| Luxemburgo - Luxemburgo | etapa escarpada | (163,8 km) |

| \| Clasificación de la etapa \| Clasificación de la etapa \| Clasificación de la etapa \| Clasificación de la etapa \| Clasificación de la etapa \| \| Ciclista \| Ciclista \| Equipo \| Tiempo \| \| \| ------------------------- \| ------------------------- \| ------------------------- \| ------------------------- \| ------------------------- \| \| 1.º \| Valentin Madouas \| Groupama-FDJ \| 4 h 00 min 25 s \| \| \| 2.º \| Sjoerd Bax \| Alpecin-Deceuninck \| + 3 s \| \| \| 3.º \| Clément Berthet \| AG2R Citroën Team \| + 7 s \| \| \| 4.º \| Matteo Trentin \| UAE Team Emirates \| + 8 s \| \| \| 5.º \| Florian Sénéchal \| Quick-Step Alpha Vinyl \| + 8 s \| \| \| 6.º \| Benjamin Thomas \| Cofidis \| + 8 s \| \| \| 7.º \| Maxime Bouet \| Arkéa-Samsic \| + 8 s \| \| \| 8.º \| Victor Koretzky \| B&B Hotels-KTM \| + 8 s \| \| \| 9.º \| Franck Bonnamour \| B&B Hotels-KTM \| + 8 s \| \| \| 10.º \| Rune Herregodts \| Sport Vlaanderen-Baloise \| + 8 s \| \| |                  |                          |                 |
| |                  |                          |                 |
| Fuente: ProCyclingStats |                  |                          |                 |
| Clasificación de la etapa |                  |                          |                 |
| Ciclista | Ciclista         | Equipo                   | Tiempo          |
| 1.º | Valentin Madouas | Groupama-FDJ             | 4 h 00 min 25 s |
| 2.º | Sjoerd Bax       | Alpecin-Deceuninck       | + 3 s           |
| 3.º | Clément Berthet  | AG2R Citroën Team        | + 7 s           |
| 4.º | Matteo Trentin   | UAE Team Emirates        | + 8 s           |
| 5.º | Florian Sénéchal | Quick-Step Alpha Vinyl   | + 8 s           |
| 6.º | Benjamin Thomas  | Cofidis                  | + 8 s           |
| 7.º | Maxime Bouet     | Arkéa-Samsic             | + 8 s           |
| 8.º | Victor Koretzky  | B&B Hotels-KTM           | + 8 s           |
| 9.º | Franck Bonnamour | B&B Hotels-KTM           | + 8 s           |
| 10.º | Rune Herregodts  | Sport Vlaanderen-Baloise | + 8 s           |

| \| Clasificación general \| Clasificación general \| Clasificación general \| Clasificación general \| Clasificación general \| \| Ciclista \| Ciclista \| Equipo \| Tiempo \| \| \| --------------------- \| --------------------- \| ------------------------ \| --------------------- \| --------------------- \| \| 1.º \| Valentin Madouas \| Groupama-FDJ \| 40 h 08 min 35 s \| \| \| 2.º \| Sjoerd Bax \| Alpecin-Deceuninck \| + 7 s \| \| \| 3.º \| Clément Berthet \| AG2R Citroën Team \| + 13 s \| \| \| 4.º \| Matteo Trentin \| UAE Team Emirates \| + 18 s \| \| \| 5.º \| Florian Sénéchal \| Quick-Step Alpha Vinyl \| + 18 s \| \| \| 6.º \| Benjamin Thomas \| Cofidis \| + 18 s \| \| \| 7.º \| Maxime Bouet \| Arkéa-Samsic \| + 18 s \| \| \| 8.º \| Victor Koretzky \| B&B Hotels-KTM \| + 18 s \| \| \| 9.º \| Franck Bonnamour \| B&B Hotels-KTM \| + 18 s \| \| \| 10.º \| Rune Herregodts \| Sport Vlaanderen-Baloise \| + 18 s \| \| |                  |                          |                  |
| |                  |                          |                  |
| Fuente: ProCyclingStats |                  |                          |                  |
| Clasificación general |                  |                          |                  |
| Ciclista | Ciclista         | Equipo                   | Tiempo           |
| 1.º | Valentin Madouas | Groupama-FDJ             | 40 h 08 min 35 s |
| 2.º | Sjoerd Bax       | Alpecin-Deceuninck       | + 7 s            |
| 3.º | Clément Berthet  | AG2R Citroën Team        | + 13 s           |
| 4.º | Matteo Trentin   | UAE Team Emirates        | + 18 s           |
| 5.º | Florian Sénéchal | Quick-Step Alpha Vinyl   | + 18 s           |
| 6.º | Benjamin Thomas  | Cofidis                  | + 18 s           |
| 7.º | Maxime Bouet     | Arkéa-Samsic             | + 18 s           |
| 8.º | Victor Koretzky  | B&B Hotels-KTM           | + 18 s           |
| 9.º | Franck Bonnamour | B&B Hotels-KTM           | + 18 s           |
| 10.º | Rune Herregodts  | Sport Vlaanderen-Baloise | + 18 s           |

### 2.ª etapa
| Junglinster - Junglinster | etapa escarpada | (163,4 km) |

| \| Clasificación de la etapa \| Clasificación de la etapa \| Clasificación de la etapa \| Clasificación de la etapa \| Clasificación de la etapa \| \| Ciclista \| Ciclista \| Equipo \| Tiempo \| \| \| ------------------------- \| ------------------------- \| ------------------------- \| ------------------------- \| ------------------------- \| \| 1.º \| Matteo Trentin \| UAE Team Emirates \| 3 h 51 min 51 s \| \| \| 2.º \| Florian Sénéchal \| Quick-Step Alpha Vinyl \| + 0 s \| \| \| 3.º \| Davide Ballerini \| Quick-Step Alpha Vinyl \| + 0 s \| \| \| 4.º \| Axel Laurance \| B&B Hotels-KTM \| + 0 s \| \| \| 5.º \| Mattias Skjelmose \| Trek-Segafredo \| + 0 s \| \| \| 6.º \| Jon Barrenetxea \| Caja Rural-Seguros RGA \| + 0 s \| \| \| 7.º \| Tobias Bayer \| Alpecin-Deceuninck \| + 0 s \| \| \| 8.º \| Benjamin Thomas \| Cofidis \| + 0 s \| \| \| 9.º \| Victor Koretzky \| B&B Hotels-KTM \| + 0 s \| \| \| 10.º \| Rui Oliveira \| UAE Team Emirates \| + 0 s \| \| |                   |                        |                 |
| |                   |                        |                 |
| Fuente: ProCyclingStats |                   |                        |                 |
| Clasificación de la etapa |                   |                        |                 |
| Ciclista | Ciclista          | Equipo                 | Tiempo          |
| 1.º | Matteo Trentin    | UAE Team Emirates      | 3 h 51 min 51 s |
| 2.º | Florian Sénéchal  | Quick-Step Alpha Vinyl | + 0 s           |
| 3.º | Davide Ballerini  | Quick-Step Alpha Vinyl | + 0 s           |
| 4.º | Axel Laurance     | B&B Hotels-KTM         | + 0 s           |
| 5.º | Mattias Skjelmose | Trek-Segafredo         | + 0 s           |
| 6.º | Jon Barrenetxea   | Caja Rural-Seguros RGA | + 0 s           |
| 7.º | Tobias Bayer      | Alpecin-Deceuninck     | + 0 s           |
| 8.º | Benjamin Thomas   | Cofidis                | + 0 s           |
| 9.º | Victor Koretzky   | B&B Hotels-KTM         | + 0 s           |
| 10.º | Rui Oliveira      | UAE Team Emirates      | + 0 s           |

| \| Clasificación general \| Clasificación general \| Clasificación general \| Clasificación general \| Clasificación general \| \| Ciclista \| Ciclista \| Equipo \| Tiempo \| \| \| --------------------- \| --------------------- \| ---------------------- \| --------------------- \| --------------------- \| \| 1.º \| Valentin Madouas \| Groupama-FDJ \| 7 h 52 min 06 s \| \| \| 2.º \| Sjoerd Bax \| Alpecin-Deceuninck \| + 7 s \| \| \| 3.º \| Matteo Trentin \| UAE Team Emirates \| + 8 s \| \| \| 4.º \| Bastien Tronchon \| AG2R Citroën Team \| + 9 s \| \| \| 5.º \| Florian Sénéchal \| Quick-Step Alpha Vinyl \| + 12 s \| \| \| 6.º \| Clément Berthet \| AG2R Citroën Team \| + 13 s \| \| \| 7.º \| Benjamin Thomas \| Cofidis \| + 18 s \| \| \| 8.º \| Victor Koretzky \| B&B Hotels-KTM \| + 18 s \| \| \| 9.º \| Mattias Skjelmose \| Trek-Segafredo \| + 18 s \| \| \| 10.º \| Jonas Gregaard \| Uno-X Pro Cycling Team \| + 18 s \| \| |                   |                        |                 |
| |                   |                        |                 |
| Fuente: ProCyclingStats |                   |                        |                 |
| Clasificación general |                   |                        |                 |
| Ciclista | Ciclista          | Equipo                 | Tiempo          |
| 1.º | Valentin Madouas  | Groupama-FDJ           | 7 h 52 min 06 s |
| 2.º | Sjoerd Bax        | Alpecin-Deceuninck     | + 7 s           |
| 3.º | Matteo Trentin    | UAE Team Emirates      | + 8 s           |
| 4.º | Bastien Tronchon  | AG2R Citroën Team      | + 9 s           |
| 5.º | Florian Sénéchal  | Quick-Step Alpha Vinyl | + 12 s          |
| 6.º | Clément Berthet   | AG2R Citroën Team      | + 13 s          |
| 7.º | Benjamin Thomas   | Cofidis                | + 18 s          |
| 8.º | Victor Koretzky   | B&B Hotels-KTM         | + 18 s          |
| 9.º | Mattias Skjelmose | Trek-Segafredo         | + 18 s          |
| 10.º | Jonas Gregaard    | Uno-X Pro Cycling Team | + 18 s          |

### 3.ª etapa
| Rouspert - Diekirch | etapa escarpada | (188,4 km) |

| \| Clasificación de la etapa \| Clasificación de la etapa \| Clasificación de la etapa \| Clasificación de la etapa \| Clasificación de la etapa \| \| Ciclista \| Ciclista \| Equipo \| Tiempo \| \| \| ------------------------- \| ------------------------- \| --------------------------------------- \| ------------------------- \| ------------------------- \| \| 1.º \| Aaron Gate \| Bolton Equities Black Spoke Pro Cycling \| 4 h 40 min 58 s \| \| \| 2.º \| Benjamin Thomas \| Cofidis \| + 0 s \| \| \| 3.º \| Davide Ballerini \| Quick-Step Alpha Vinyl \| + 0 s \| \| \| 4.º \| Matteo Trentin \| UAE Team Emirates \| + 0 s \| \| \| 5.º \| Florian Sénéchal \| Quick-Step Alpha Vinyl \| + 0 s \| \| \| 6.º \| Axel Laurance \| B&B Hotels-KTM \| + 0 s \| \| \| 7.º \| Kristian Sbaragli \| Alpecin-Deceuninck \| + 0 s \| \| \| 8.º \| Dorian Godon \| AG2R Citroën Team \| + 0 s \| \| \| 9.º \| Valentin Madouas \| Groupama-FDJ \| + 0 s \| \| \| 10.º \| Rémy Mertz \| Bingoal Pauwels Sauces WB \| + 0 s \| \| |                   |                                         |                 |
| |                   |                                         |                 |
| Fuente: ProCyclingStats |                   |                                         |                 |
| Clasificación de la etapa |                   |                                         |                 |
| Ciclista | Ciclista          | Equipo                                  | Tiempo          |
| 1.º | Aaron Gate        | Bolton Equities Black Spoke Pro Cycling | 4 h 40 min 58 s |
| 2.º | Benjamin Thomas   | Cofidis                                 | + 0 s           |
| 3.º | Davide Ballerini  | Quick-Step Alpha Vinyl                  | + 0 s           |
| 4.º | Matteo Trentin    | UAE Team Emirates                       | + 0 s           |
| 5.º | Florian Sénéchal  | Quick-Step Alpha Vinyl                  | + 0 s           |
| 6.º | Axel Laurance     | B&B Hotels-KTM                          | + 0 s           |
| 7.º | Kristian Sbaragli | Alpecin-Deceuninck                      | + 0 s           |
| 8.º | Dorian Godon      | AG2R Citroën Team                       | + 0 s           |
| 9.º | Valentin Madouas  | Groupama-FDJ                            | + 0 s           |
| 10.º | Rémy Mertz        | Bingoal Pauwels Sauces WB               | + 0 s           |

| \| Clasificación general \| Clasificación general \| Clasificación general \| Clasificación general \| Clasificación general \| \| Ciclista \| Ciclista \| Equipo \| Tiempo \| \| \| --------------------- \| --------------------- \| --------------------------------------- \| --------------------- \| --------------------- \| \| 1.º \| Valentin Madouas \| Groupama-FDJ \| 12 h 33 min 04 s \| \| \| 2.º \| Sjoerd Bax \| Alpecin-Deceuninck \| + 7 s \| \| \| 3.º \| Matteo Trentin \| UAE Team Emirates \| + 8 s \| \| \| 4.º \| Aaron Gate \| Bolton Equities Black Spoke Pro Cycling \| + 8 s \| \| \| 5.º \| Bastien Tronchon \| AG2R Citroën Team \| + 9 s \| \| \| 6.º \| Florian Sénéchal \| Quick-Step Alpha Vinyl \| + 12 s \| \| \| 7.º \| Benjamin Thomas \| Cofidis \| + 12 s \| \| \| 8.º \| Clément Berthet \| AG2R Citroën Team \| + 13 s \| \| \| 9.º \| Mattias Skjelmose \| Trek-Segafredo \| + 18 s \| \| \| 10.º \| Rune Herregodts \| Sport Vlaanderen-Baloise \| + 18 s \| \| |                   |                                         |                  |
| |                   |                                         |                  |
| Fuente: ProCyclingStats |                   |                                         |                  |
| Clasificación general |                   |                                         |                  |
| Ciclista | Ciclista          | Equipo                                  | Tiempo           |
| 1.º | Valentin Madouas  | Groupama-FDJ                            | 12 h 33 min 04 s |
| 2.º | Sjoerd Bax        | Alpecin-Deceuninck                      | + 7 s            |
| 3.º | Matteo Trentin    | UAE Team Emirates                       | + 8 s            |
| 4.º | Aaron Gate        | Bolton Equities Black Spoke Pro Cycling | + 8 s            |
| 5.º | Bastien Tronchon  | AG2R Citroën Team                       | + 9 s            |
| 6.º | Florian Sénéchal  | Quick-Step Alpha Vinyl                  | + 12 s           |
| 7.º | Benjamin Thomas   | Cofidis                                 | + 12 s           |
| 8.º | Clément Berthet   | AG2R Citroën Team                       | + 13 s           |
| 9.º | Mattias Skjelmose | Trek-Segafredo                          | + 18 s           |
| 10.º | Rune Herregodts   | Sport Vlaanderen-Baloise                | + 18 s           |

### 4.ª etapa
| Remich - Remich | contrarreloj individual | (26,1 km) |

| \| Clasificación de la etapa \| Clasificación de la etapa \| Clasificación de la etapa \| Clasificación de la etapa \| Clasificación de la etapa \| \| Ciclista \| Ciclista \| Equipo \| Tiempo \| \| \| ------------------------- \| ------------------------- \| ------------------------- \| ------------------------- \| ------------------------- \| \| 1.º \| Mattias Skjelmose \| Trek-Segafredo \| 34 min 05 s \| \| \| 2.º \| Kévin Vauquelin \| Arkéa-Samsic \| + 3 s \| \| \| 3.º \| Morten Hulgaard \| Uno-X Pro Cycling Team \| + 13 s \| \| \| 4.º \| Thibault Guernalec \| Arkéa-Samsic \| + 15 s \| \| \| 5.º \| Sjoerd Bax \| Alpecin-Deceuninck \| + 25 s \| \| \| 6.º \| Kevin Geniets \| Groupama-FDJ \| + 25 s \| \| \| 7.º \| Jason Osborne \| Alpecin-Deceuninck \| + 26 s \| \| \| 8.º \| Rune Herregodts \| Sport Vlaanderen-Baloise \| + 27 s \| \| \| 9.º \| Jonas Gregaard \| Uno-X Pro Cycling Team \| + 37 s \| \| \| 10.º \| Valentin Madouas \| Groupama-FDJ \| + 39 s \| \| |                    |                          |             |
| |                    |                          |             |
| Fuente: ProCyclingStats |                    |                          |             |
| Clasificación de la etapa |                    |                          |             |
| Ciclista | Ciclista           | Equipo                   | Tiempo      |
| 1.º | Mattias Skjelmose  | Trek-Segafredo           | 34 min 05 s |
| 2.º | Kévin Vauquelin    | Arkéa-Samsic             | + 3 s       |
| 3.º | Morten Hulgaard    | Uno-X Pro Cycling Team   | + 13 s      |
| 4.º | Thibault Guernalec | Arkéa-Samsic             | + 15 s      |
| 5.º | Sjoerd Bax         | Alpecin-Deceuninck       | + 25 s      |
| 6.º | Kevin Geniets      | Groupama-FDJ             | + 25 s      |
| 7.º | Jason Osborne      | Alpecin-Deceuninck       | + 26 s      |
| 8.º | Rune Herregodts    | Sport Vlaanderen-Baloise | + 27 s      |
| 9.º | Jonas Gregaard     | Uno-X Pro Cycling Team   | + 37 s      |
| 10.º | Valentin Madouas   | Groupama-FDJ             | + 39 s      |

| \| Clasificación general \| Clasificación general \| Clasificación general \| Clasificación general \| Clasificación general \| \| Ciclista \| Ciclista \| Equipo \| Tiempo \| \| \| --------------------- \| --------------------- \| ------------------------ \| --------------------- \| --------------------- \| \| 1.º \| Mattias Skjelmose \| Trek-Segafredo \| 13 h 07 min 27 s \| \| \| 2.º \| Kévin Vauquelin \| Arkéa-Samsic \| + 3 s \| \| \| 3.º \| Sjoerd Bax \| Alpecin-Deceuninck \| + 14 s \| \| \| 4.º \| Valentin Madouas \| Groupama-FDJ \| + 21 s \| \| \| 5.º \| Kevin Geniets \| Groupama-FDJ \| + 25 s \| \| \| 6.º \| Jason Osborne \| Alpecin-Deceuninck \| + 26 s \| \| \| 7.º \| Rune Herregodts \| Sport Vlaanderen-Baloise \| + 27 s \| \| \| 8.º \| Matteo Trentin \| UAE Team Emirates \| + 31 s \| \| \| 9.º \| Jonas Gregaard \| Uno-X Pro Cycling Team \| + 37 s \| \| \| 10.º \| Benjamin Thomas \| Cofidis \| + 39 s \| \| |                   |                          |                  |
| |                   |                          |                  |
| Fuente: ProCyclingStats |                   |                          |                  |
| Clasificación general |                   |                          |                  |
| Ciclista | Ciclista          | Equipo                   | Tiempo           |
| 1.º | Mattias Skjelmose | Trek-Segafredo           | 13 h 07 min 27 s |
| 2.º | Kévin Vauquelin   | Arkéa-Samsic             | + 3 s            |
| 3.º | Sjoerd Bax        | Alpecin-Deceuninck       | + 14 s           |
| 4.º | Valentin Madouas  | Groupama-FDJ             | + 21 s           |
| 5.º | Kevin Geniets     | Groupama-FDJ             | + 25 s           |
| 6.º | Jason Osborne     | Alpecin-Deceuninck       | + 26 s           |
| 7.º | Rune Herregodts   | Sport Vlaanderen-Baloise | + 27 s           |
| 8.º | Matteo Trentin    | UAE Team Emirates        | + 31 s           |
| 9.º | Jonas Gregaard    | Uno-X Pro Cycling Team   | + 37 s           |
| 10.º | Benjamin Thomas   | Cofidis                  | + 39 s           |

### 5.ª etapa
| Mersch - Luxemburgo | etapa escarpada | (178,4 km) |

| \| Clasificación de la etapa \| Clasificación de la etapa \| Clasificación de la etapa \| Clasificación de la etapa \| Clasificación de la etapa \| \| Ciclista \| Ciclista \| Equipo \| Tiempo \| \| \| ------------------------- \| ------------------------- \| ------------------------- \| ------------------------- \| ------------------------- \| \| 1.º \| Valentin Madouas \| Groupama-FDJ \| 4 h 36 min 08 s \| \| \| 2.º \| Mattias Skjelmose \| Trek-Segafredo \| + 0 s \| \| \| 3.º \| Kévin Vauquelin \| Arkéa-Samsic \| + 0 s \| \| \| 4.º \| Kevin Geniets \| Groupama-FDJ \| + 0 s \| \| \| 5.º \| Matteo Trentin \| UAE Team Emirates \| + 3 s \| \| \| 6.º \| Axel Laurance \| B&B Hotels-KTM \| + 3 s \| \| \| 7.º \| Rémy Mertz \| Bingoal Pauwels Sauces WB \| + 3 s \| \| \| 8.º \| Dorian Godon \| AG2R Citroën Team \| + 3 s \| \| \| 9.º \| Marco Tizza \| Bingoal Pauwels Sauces WB \| + 3 s \| \| \| 10.º \| Sjoerd Bax \| Alpecin-Deceuninck \| + 3 s \| \| |                   |                           |                 |
| |                   |                           |                 |
| Fuente: ProCyclingStats |                   |                           |                 |
| Clasificación de la etapa |                   |                           |                 |
| Ciclista | Ciclista          | Equipo                    | Tiempo          |
| 1.º | Valentin Madouas  | Groupama-FDJ              | 4 h 36 min 08 s |
| 2.º | Mattias Skjelmose | Trek-Segafredo            | + 0 s           |
| 3.º | Kévin Vauquelin   | Arkéa-Samsic              | + 0 s           |
| 4.º | Kevin Geniets     | Groupama-FDJ              | + 0 s           |
| 5.º | Matteo Trentin    | UAE Team Emirates         | + 3 s           |
| 6.º | Axel Laurance     | B&B Hotels-KTM            | + 3 s           |
| 7.º | Rémy Mertz        | Bingoal Pauwels Sauces WB | + 3 s           |
| 8.º | Dorian Godon      | AG2R Citroën Team         | + 3 s           |
| 9.º | Marco Tizza       | Bingoal Pauwels Sauces WB | + 3 s           |
| 10.º | Sjoerd Bax        | Alpecin-Deceuninck        | + 3 s           |

## Clasificaciones finales
- Las clasificaciones finalizaron de la siguiente forma:[2]

### Clasificación general
| \| Clasificación general \| Clasificación general \| Clasificación general \| Clasificación general \| Clasificación general \| \| Ciclista \| Ciclista \| Equipo \| Tiempo \| \| \| --------------------- \| --------------------- \| --------------------------------------- \| --------------------- \| --------------------- \| \| 1.º \| Mattias Skjelmose \| Trek-Segafredo \| 17 h 43 min 29 s \| \| \| 2.º \| Kévin Vauquelin \| Arkéa-Samsic \| + 5 s \| \| \| 3.º \| Valentin Madouas \| Groupama-FDJ \| + 17 s \| \| \| 4.º \| Sjoerd Bax \| Alpecin-Deceuninck \| + 23 s \| \| \| 5.º \| Kevin Geniets \| Groupama-FDJ \| + 31 s \| \| \| 6.º \| Matteo Trentin \| UAE Team Emirates \| + 40 s \| \| \| 7.º \| Jonas Gregaard \| Uno-X Pro Cycling Team \| + 53 s \| \| \| 8.º \| Benjamin Thomas \| Cofidis \| + 55 s \| \| \| 9.º \| Aaron Gate \| Bolton Equities Black Spoke Pro Cycling \| + 56 s \| \| \| 10.º \| Rune Herregodts \| Sport Vlaanderen-Baloise \| + 57 s \| \| |                   |                                         |                  |
| |                   |                                         |                  |
| Fuente: ProCyclingStats |                   |                                         |                  |
| Clasificación general |                   |                                         |                  |
| Ciclista | Ciclista          | Equipo                                  | Tiempo           |
| 1.º | Mattias Skjelmose | Trek-Segafredo                          | 17 h 43 min 29 s |
| 2.º | Kévin Vauquelin   | Arkéa-Samsic                            | + 5 s            |
| 3.º | Valentin Madouas  | Groupama-FDJ                            | + 17 s           |
| 4.º | Sjoerd Bax        | Alpecin-Deceuninck                      | + 23 s           |
| 5.º | Kevin Geniets     | Groupama-FDJ                            | + 31 s           |
| 6.º | Matteo Trentin    | UAE Team Emirates                       | + 40 s           |
| 7.º | Jonas Gregaard    | Uno-X Pro Cycling Team                  | + 53 s           |
| 8.º | Benjamin Thomas   | Cofidis                                 | + 55 s           |
| 9.º | Aaron Gate        | Bolton Equities Black Spoke Pro Cycling | + 56 s           |
| 10.º | Rune Herregodts   | Sport Vlaanderen-Baloise                | + 57 s           |

### Clasificación por puntos
| Clasificación por puntos | Clasificación por puntos | Clasificación por puntos                | Clasificación por puntos | Clasificación por puntos |
| Ciclista                 | Ciclista                 | Equipo                                  | Puntos                   |                          |
| ------------------------ | ------------------------ | --------------------------------------- | ------------------------ | ------------------------ |
| 1.º                      | Matteo Trentin           | UAE Team Emirates                       | 51 pts                   |                          |
| 2.º                      | Mattias Skjelmose        | Trek-Segafredo                          | 45 pts                   |                          |
| 3.º                      | Valentin Madouas         | Groupama-FDJ                            | 43 pts                   |                          |
| 4.º                      | Florian Sénéchal         | Quick-Step Alpha Vinyl                  | 34 pts                   |                          |
| 5.º                      | Kévin Vauquelin          | Arkéa-Samsic                            | 29 pts                   |                          |
| 6.º                      | Sjoerd Bax               | Alpecin-Deceuninck                      | 26 pts                   |                          |
| 7.º                      | Benjamin Thomas          | Cofidis                                 | 26 pts                   |                          |
| 8.º                      | Davide Ballerini         | Quick-Step Alpha Vinyl                  | 26 pts                   |                          |
| 9.º                      | Axel Laurance            | B&B Hotels-KTM                          | 25 pts                   |                          |
| 10.º                     | Aaron Gate               | Bolton Equities Black Spoke Pro Cycling | 20 pts                   |                          |

### Clasificación de la montaña
| Clasificación de la montaña | Clasificación de la montaña | Clasificación de la montaña           | Clasificación de la montaña | Clasificación de la montaña |
| Ciclista                    | Ciclista                    | Equipo                                | Puntos                      |                             |
| --------------------------- | --------------------------- | ------------------------------------- | --------------------------- | --------------------------- |
| 1.º                         | Joel Nicolau                | Caja Rural-Seguros RGA                | 35 pts                      |                             |
| 2.º                         | Gil Gelders                 | Bingoal Pauwels Sauces WB Development | 12 pts                      |                             |
| 3.º                         | Felix Gall                  | AG2R Citroën Team                     | 9 pts                       |                             |
| 4.º                         | Morten Hulgaard             | Uno-X Pro Cycling Team                | 7 pts                       |                             |
| 5.º                         | Joel Suter                  | UAE Team Emirates                     | 6 pts                       |                             |
| 6.º                         | Sander Armée                | Cofidis                               | 6 pts                       |                             |
| 7.º                         | Victor Koretzky             | B&B Hotels-KTM                        | 5 pts                       |                             |
| 8.º                         | Kasper Viberg Søgaard       | Riwal Cycling Team                    | 5 pts                       |                             |
| 9.º                         | Pierre Rolland              | B&B Hotels-KTM                        | 5 pts                       |                             |
| 10.º                        | Antonio Jesús Soto          | Euskaltel-Euskadi                     | 5 pts                       |                             |

### Clasificación de los jóvenes
| Clasificación del mejor joven | Clasificación del mejor joven | Clasificación del mejor joven | Clasificación del mejor joven | Clasificación del mejor joven |
| Ciclista                      | Ciclista                      | Equipo                        | Tiempo                        |                               |
| ----------------------------- | ----------------------------- | ----------------------------- | ----------------------------- | ----------------------------- |
| 1.º                           | Mattias Skjelmose             | Trek-Segafredo                | 17 h 43 min 29 s              |                               |
| 2.º                           | Kévin Vauquelin               | Arkéa-Samsic                  | + 5 s                         |                               |
| 3.º                           | Kevin Geniets                 | Groupama-FDJ                  | + 31 s                        |                               |
| 4.º                           | Rune Herregodts               | Sport Vlaanderen-Baloise      | + 57 s                        |                               |
| 5.º                           | Joel Suter                    | UAE Team Emirates             | + 59 s                        |                               |
| 6.º                           | Clément Berthet               | AG2R Citroën Team             | + 1 min 02 s                  |                               |
| 7.º                           | Bastien Tronchon              | AG2R Citroën Team             | + 1 min 23 s                  |                               |
| 8.º                           | Felix Gall                    | AG2R Citroën Team             | + 2 min 54 s                  |                               |
| 9.º                           | Michel Ries                   | Arkéa-Samsic                  | + 3 min 03 s                  |                               |
| 10.º                          | Jon Barrenetxea               | Caja Rural-Seguros RGA        | + 3 min 33 s                  |                               |

### Clasificación por equipos
| Clasificación por equipos | Clasificación por equipos               | Clasificación por equipos | Clasificación por equipos |
| Equipo                    | Equipo                                  | Tiempo                    |                           |
| ------------------------- | --------------------------------------- | ------------------------- | ------------------------- |
| 1.º                       | UAE Team Emirates                       | 53 h 13 min 52 s          |                           |
| 2.º                       | Alpecin-Deceuninck                      | + 1 s                     |                           |
| 3.º                       | AG2R Citroën Team                       | + 33 s                    |                           |
| 4.º                       | Arkéa-Samsic                            | + 1 min 16 s              |                           |
| 5.º                       | Groupama-FDJ                            | + 1 min 58 s              |                           |
| 6.º                       | Cofidis                                 | + 2 min 15 s              |                           |
| 7.º                       | B&B Hotels-KTM                          | + 4 min 07 s              |                           |
| 8.º                       | Bolton Equities Black Spoke Pro Cycling | + 4 min 53 s              |                           |
| 9.º                       | Uno-X Pro Cycling Team                  | + 9 min 38 s              |                           |
| 10.º                      | Quick-Step Alpha Vinyl                  | + 10 min 26 s             |                           |

## Evolución de las clasificaciones
| Etapa                   |                         | Ganador _         | Clasificación general | Puntos           | Montaña      | Jóvenes           | Equipo             |
| ----------------------- | ----------------------- | ----------------- | --------------------- | ---------------- | ------------ | ----------------- | ------------------ |
| 1.ª etapa               | etapa escarpada         | Valentin Madouas  | Valentin Madouas      | Valentin Madouas | Gil Gelders  | Clément Berthet   | Alpecin-Deceuninck |
| 2.ª etapa               | etapa escarpada         | Matteo Trentin    | Valentin Madouas      | Matteo Trentin   | Joel Nicolau | Bastien Tronchon  | Alpecin-Deceuninck |
| 3.ª etapa               | etapa escarpada         | Aaron Gate        | Valentin Madouas      | Matteo Trentin   | Joel Nicolau | Bastien Tronchon  | Alpecin-Deceuninck |
| 4.ª etapa               | contrarreloj individual | Mattias Skjelmose | Mattias Skjelmose     | Matteo Trentin   | Joel Nicolau | Mattias Skjelmose | Arkéa-Samsic       |
| 5.ª etapa               | etapa escarpada         | Valentin Madouas  | Mattias Skjelmose     | Matteo Trentin   | Joel Nicolau | Mattias Skjelmose | UAE Team Emirates  |
| Clasificaciones finales | Clasificaciones finales |                   | Mattias Skjelmose     | Matteo Trentin   | Joel Nicolau | Mattias Skjelmose | UAE Team Emirates  |

## Ciclistas participantes y posiciones finales
Convenciones:
- AB-N: Abandono en la etapa "N"
- FLT-N: Retiro por llegada fuera del límite de tiempo en la etapa "N"
- NTS-N: No tomó la salida para la etapa "N"
- DES-N: Descalificado o expulsado en la etapa "N"

## UCI World Ranking
El Tour de Luxemburgo otorgó puntos para el UCI World Ranking para corredores de los equipos en las categorías UCI WorldTeam, UCI ProTeam y Continental. Las siguientes tablas son el baremo de puntuación y los diez corredores que obtuvieron más puntos:
| Posición              | 1.º | 2.º | 3.º | 4.º | 5.º | 6.º | 7.º | 8.º | 9.º | 10.º | 11.º | 12.º | 13.º | 14.º | 15.º | 16.º-30.º | 31.º-40.º |
| Clasificación general | 200 | 150 | 125 | 100 | 85  | 70  | 60  | 50  | 40  | 35   | 30   | 25   | 20   | 15   | 10   | 5         | 3         |
| Por etapa             | 20  | 10  | 5   |     |     |     |     |     |     |      |      |      |      |      |      |           |           |
| Líder                 | 5   |     |     |     |     |     |     |     |     |      |      |      |      |      |      |           |           |

| Clasificación |                          |                             |         |       |       |       |
| Posición      | Ciclista                 | Equipo                      | General | Etapa | Líder | Total |
| ------------- | ------------------------ | --------------------------- | ------- | ----- | ----- | ----- |
| 1.º           | Mattias Skjelmose Jensen | Trek-Segafredo              | 200     | 30    | 5     | 235   |
| 2.º           | Valentin Madouas         | Groupama-FDJ                | 125     | 40    | 15    | 180   |
| 3.º           | Kévin Vauquelin          | Arkéa Samsic                | 150     | 15    | -     | 165   |
| 4.º           | Sjoerd Bax               | Alpecin-Deceuninck          | 100     | 10    | -     | 110   |
| 5.º           | Matteo Trentin           | UAE Emirates                | 70      | 20    | -     | 90    |
| 6.º           | Kevin Geniets            | Groupama-FDJ                | 85      | -     | -     | 85    |
| 7.º           | Jonas Gregaard           | Uno-X                       | 60      | -     | -     | 60    |
| 8.º           | Benjamin Thomas          | Cofidis                     | 50      | 10    | -     | 60    |
| 9.º           | Aaron Gate               | Bolton Equities Black Spoke | 40      | 20    | -     | 60    |
| 10.º          | Rune Herregodts          | Sport Vlaanderen-Baloise    | 35      | -     | -     | 35    |